# H. W. Janson
Horst Waldemar Janson ( São Petersburgo, 4 de outubro de 1913 - 30 de setembro de 1982), que publicou como H. W Janson, foi um historiador de arte estadunidense, mais conhecido pela sua obra "História da Arte", que foi publicada pela primeira vez em 1962 e já vendeu mais de dois milhões de cópias em quinze idiomas. Em Portugal foi editado pela Fundação Calouste Gulbenkian.
Janson nasceu em  São Petersburgo em 1913, sendo filho de Friedrich Janson (1875-1927) e Porsch Helene (Janson) (1879-1974).. Após a Revolução de Outubro, a família se mudou para a Finlândia e, em seguida, Hamburgo, onde estudou no Ginásio Janson Wilhelms, no qual se graduou em 1932.
Estudou na Universidade de Munique e depois na Universidade de Hamburgo, no programa de história da arte, onde foi aluno de Erwin Panofsky. Em 1935, por sugestão de Panofsky, emigrou para os Estados Unidos da América. Alfred Barr custeou a viagem de Janson. Completou o doutorado na Universidade de Harvard em 1942, com dissertação sobre Michelozzo. 
Lecionou no Museu de Arte de Worcester (Massachusetts) (1936-38) e da Universidade de Iowa (1938-1941). Em 1941 casou-se com Dora Jane Heineberg (1916-2002), uma estudante de história da arte no Radcliffe College, e ele se tornou cidadão estado-unidense em 1943.
Lecionou na Universidade Washington em St. Louis de 1941 a 1949, ano em que ingressou na faculdade da Universidade de Nova Iorque, onde fundou o departamento de gradução em artes e lecionou na pós-graduação do Instituto de Belas Artes. Foi reconhecido com um grau honorário em 1981 e morreu num trem que se deslocava entre Zurique e Milão em 1982 na idade de 68 anos.
Ele escreveu sobre a arte do Renascimento e do século XIX, escultura, e foi autor de dois livros que ganharam prémios, Apes and Ape Lore in the Middle Ages and the Renaissance (1952) e Sculpture of Donatello (1957). 
Em seus últimos anos ele estava preocupado com o diálogo Oriente-Ocidente nas artes. Ao longo de sua carreira, Janson foi consultor na Biblioteca de Arte Time-Life; foi presidente da College Art Association, editor do Art Bulletin (Boletim de Arte), e membro fundador e Presidente da Renaissance Society of America (Sociedade Renaissance da América). Ele também escreveu livros sobre arte para jovens, alguns em colaboração com a sua esposa.